# Malta Air
Malta Air — мальтійська бюджетна авіакомпанія, заснована у 2019 році. перебуває у спільній власності компанії «Ryanair» та Уряди Мальти. До «Air Malta» не має жодного стосунку.

## Історія
Спочатку експлуатувала шість колишніх літаків «Ryanair», яка планувала передати новій авіакомпанії 62 маршрути на Мальту і назад. Були плани розширення мережі за її межами, однак у травні 2020 року у зв'язку із ситуацією на ринку авіаперевезень, пов'язаною з пандемією коронавірусної хвороби 2019 було оголошено про скорочення однієї третини повного складу 179 пілотів і бортпровідників.

## Маршрутна мережа

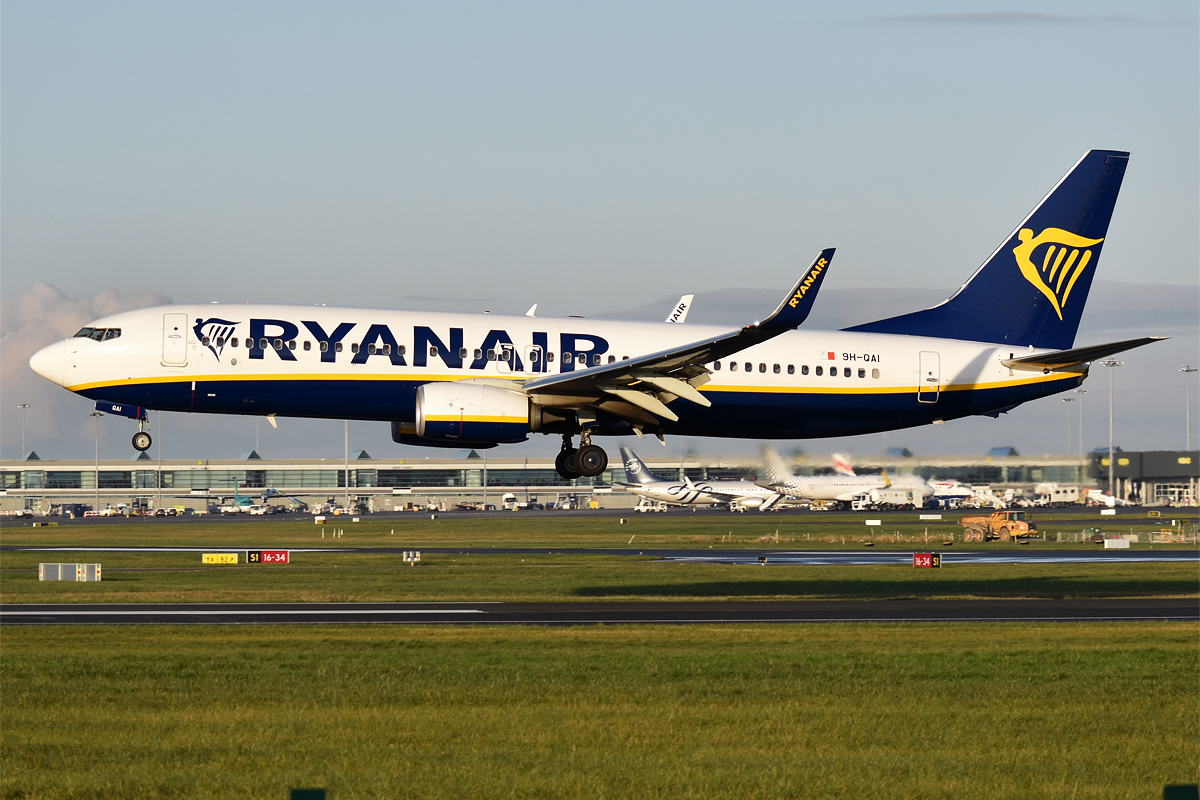
Boeing 737—800 авіакомпанії «Malta Air» у лівреї «Ryanair» в грудні 2019 року

Компанія планувала запустити 66 маршрутів з базового міжнародного аеропорту Мальти, починаючи з 2020 року. До всіх маршрутів «Ryanair» на Мальту і назад, «Malta Air» розпочала польоти на Кіпр, в Італію, Сербію та Іспанію. «Malta Air» також планувала виконувати рейси між Дубліном і Віднем з 1 квітня 2020 року.

## Флот
Станом на травень 2021 року повітряний флот авіакомпанії складається з 120 літаків Boeing 737 різних модифікацій. З них 113 літаків експлуатуються. Очікується надходження ще 6 нових Boeing 737.